# Transenne

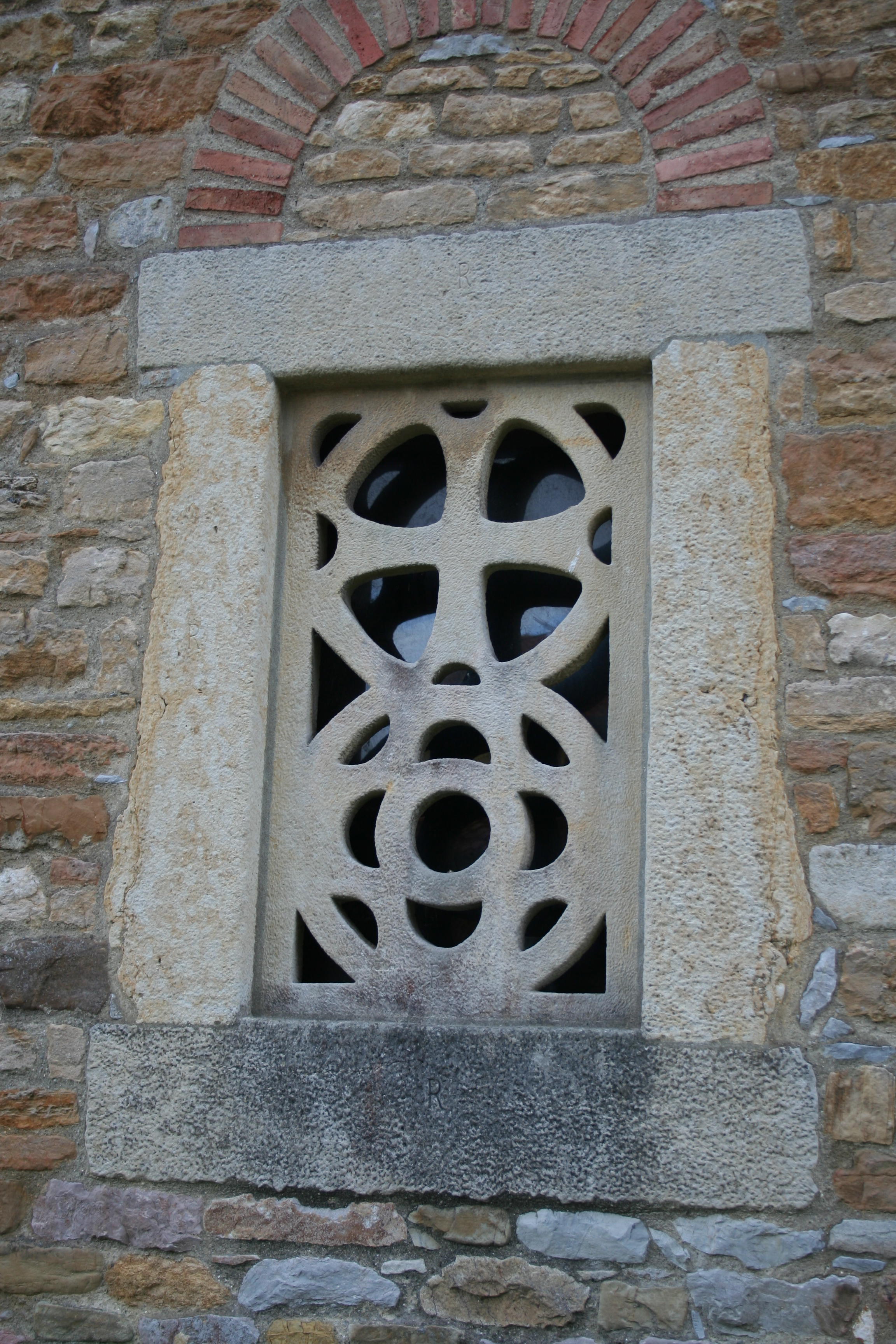
Transenne.

Une transenne (du latin transenna, « grillage »), appelée parfois « claustra », est un élément d'architecture souvent religieuse, une plaque de pierre ajourée, parfois sculptée, que l'on dresse verticalement pour délimiter des emplacements réservés, comme le chœur d'une église ou pour fermer des fenêtres et autres ouvertures.

## Description
Elle a un rôle décoratif et fonctionnel (éclairage et ventilation de l'édifice). Ce procédé de remplage qui a des modèles connus originaires de Sumer de 3000 ans av. J.-C., se rencontre surtout dans l'architecture carolingienne et byzantine avant de disparaître progressivement en Occident à la période gothique qui privilégie les baies faisant pénétrer la lumière dans les édifices.
Ces grilles de pierre que l'on scelle dans l'encadrement des fenêtres sont en matériau varié (pierre, marbre, terre cuite, albâtre) tandis que les évidements sont parfois occupés par des éclats de verre translucide ou coloré.
Les transennes peuvent avoir un petit maillage — dans la tradition des moucharabiehs de bois — qui a l'avantage d'interdire aux oiseaux d'entrer. Le maillage large du claustra, notamment ouvert sur le tombeau des saints, favorise la création de relique de contact. La maille fermée par des éclats de verre participe à « enjoliver la lumière de Dieu ». La typologie des claustras distingue le modèle à décor géométrique (répétition d'un motif réalisé par une perforation rudimentaire) ; le motif à entrelacs de pierre ou « en grillage » (transennes proprement dites) ; le motif impliquant des lignes et courbes sécantes.

## Exemples
- Celles du palais de Dioclétien
- Celle de Mino da Fiesole en marbre grillagée, dans la chapelle Sixtine, qui rappelle l'iconostase des orthodoxes et qui sépare l'espace réservé aux clercs et celui alloué aux laïcs.
- Celles en marbre du Véronais Matteo de' Pasti au temple Malatesta de Rimini, isolant les chapelles de la nef gothique.

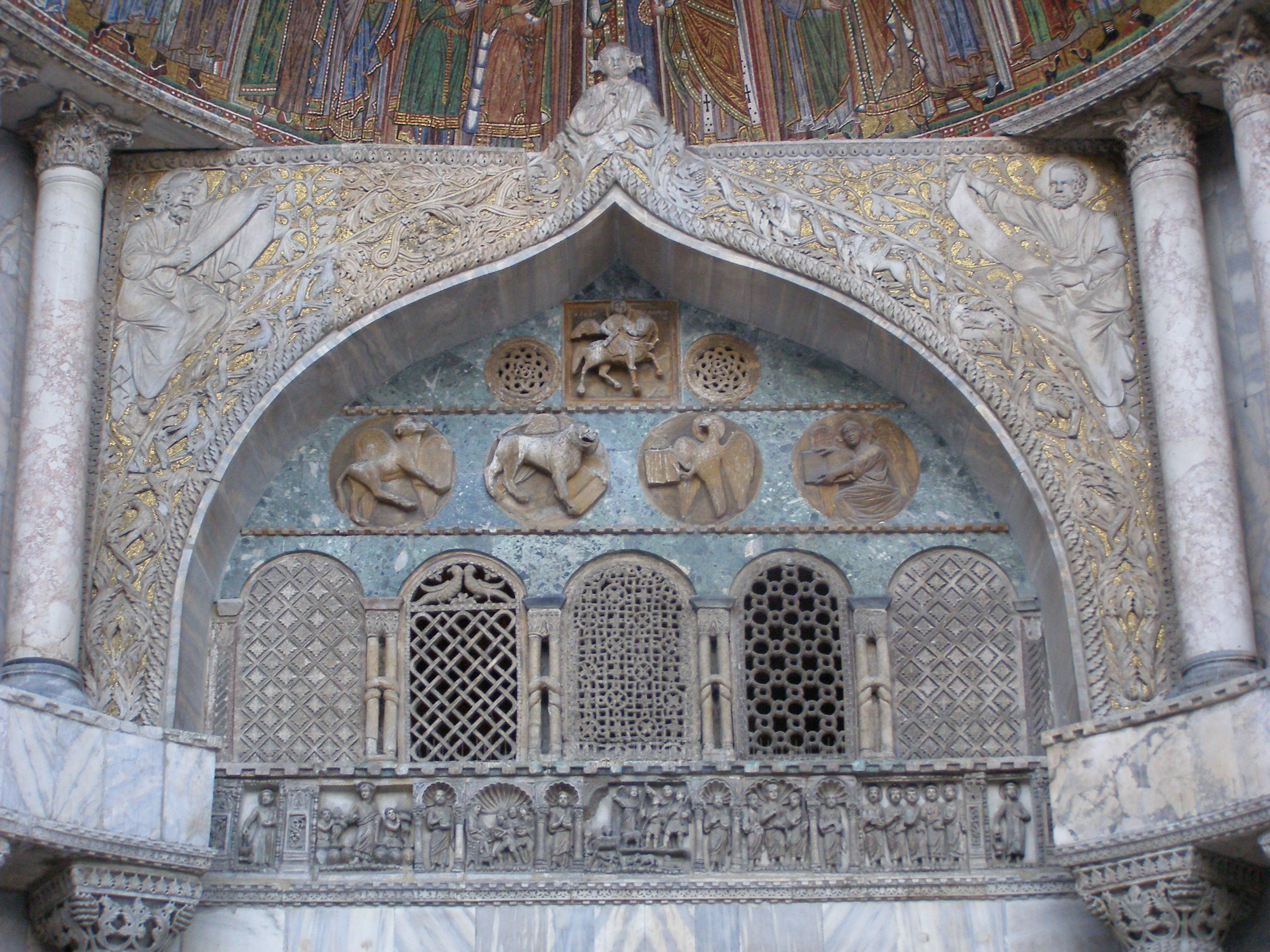
Portail San Alipio de la basilique Saint-Marc.
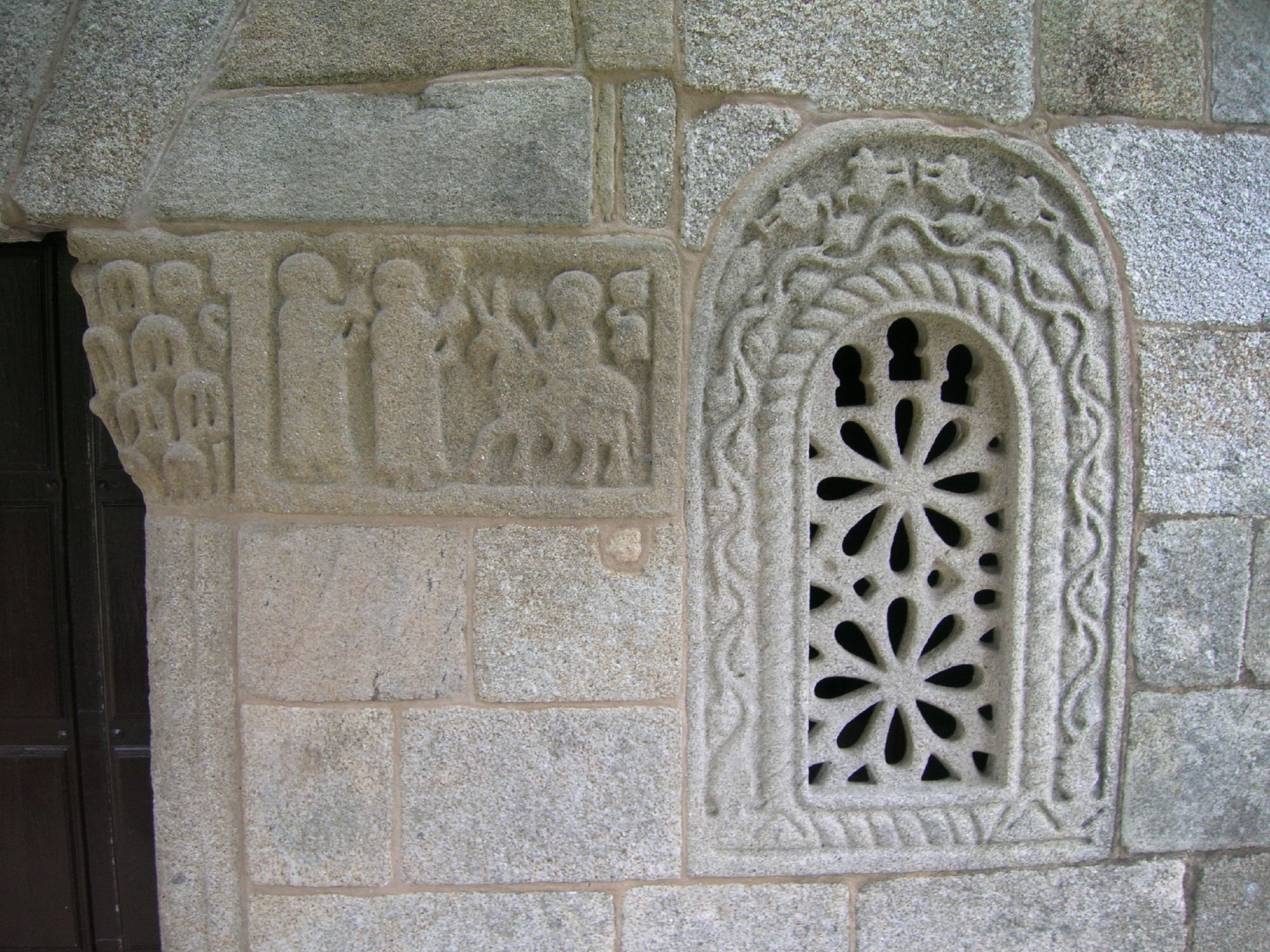
Claustra enchâssé, chapelle de San Xes de Francelos.